# Le Bec-Thomas
Le Bec-Thomas est une commune française située dans le département de l'Eure, en région Normandie.

## Géographie

### Localisation
| Saint-Ouen-de-Pontcheuil | Saint-Pierre-des-Fleurs | La Saussaye               |
| Fouqueville              | Bec-Thomas              | Saint-Germain-de-Pasquier |
|                          | Fouqueville             | La Harengère              |

### Hydrographie
La commune est située dans le bassin Seine-Normandie. Elle est drainée par l'Oison,.
L'Oison, d'une longueur de 16 km, prend sa source dans la commune d'Amfreville-Saint-Amand et se jette  dans la Seine à Saint-Pierre-lès-Elbeuf, après avoir traversé neuf communes.

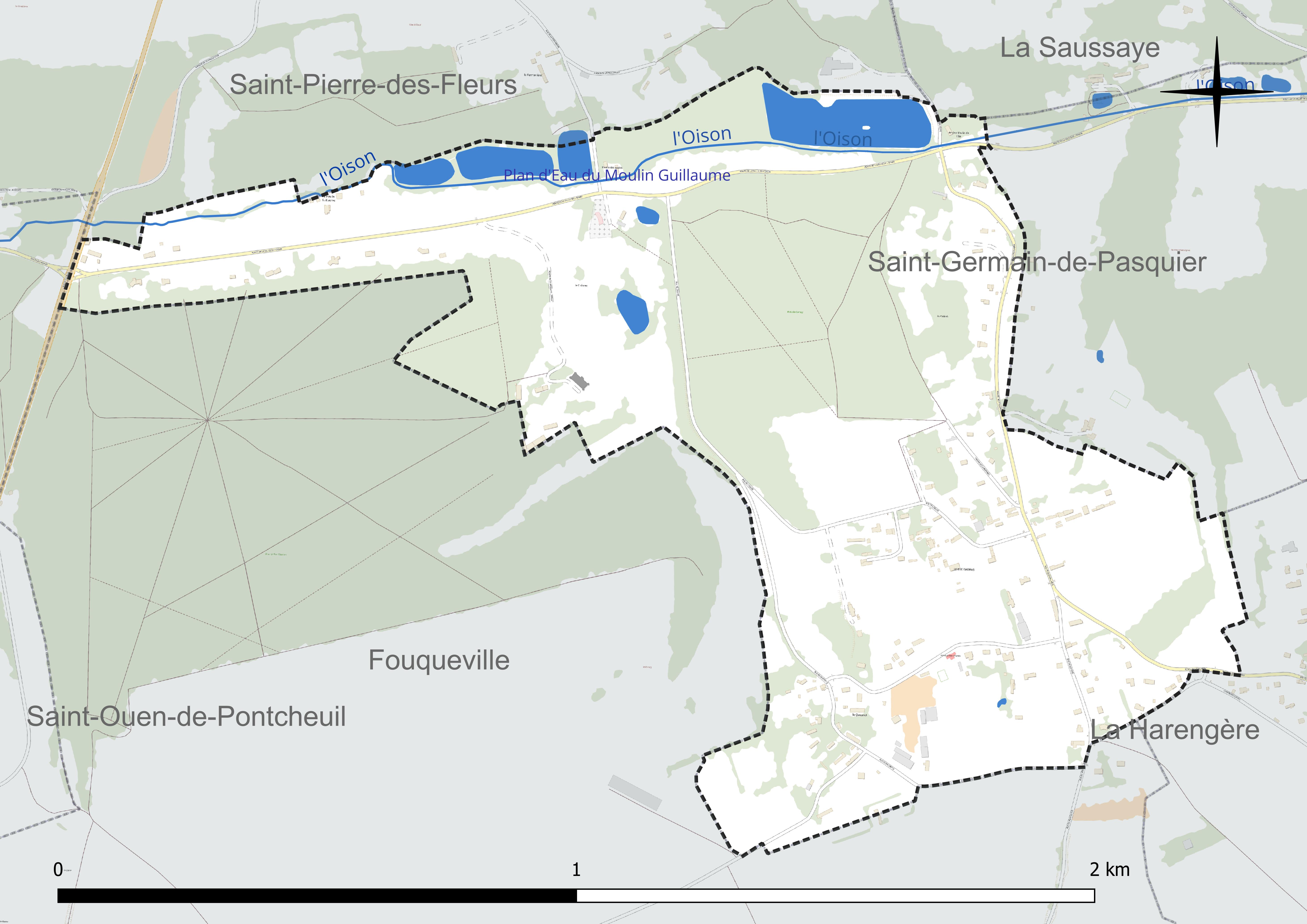
Réseau hydrographique du Bec-Thomas.

Un plan d'eau complète le réseau hydrographique : le plan d'eau du Moulin Guillaume, d'une superficie totale de 2 ha (1,8 ha sur la commune),.

### Climat
Pour des articles plus généraux, voir Climat de la Normandie et Climat de l'Eure.
En 2010, le climat de la commune est de type climat océanique dégradé des plaines du Centre et du Nord, selon une étude du CNRS s'appuyant sur une série de données couvrant la période 1971-2000. En 2020, Météo-France publie une typologie des climats de la France métropolitaine dans laquelle la commune est exposée à un climat océanique et est dans la région climatique  Côtes de la Manche orientale, caractérisée par un faible ensoleillement (1 550 h/an) ; forte humidité de l’air (plus de 20 h/jour avec humidité relative > 80 % en hiver), vents forts fréquents. Parallèlement le GIEC normand, un groupe régional d’experts sur le climat, différencie quant à lui, dans une étude de 2020, trois grands types de climats pour la région Normandie, nuancés à une échelle plus fine par les facteurs géographiques locaux. La commune est, selon ce zonage, exposée à un « climat contrasté des collines », correspondant au Pays d’Auge, Lieuvin et Roumois, moins directement soumis aux flux océaniques et connaissant toutefois des précipitations assez marquées en raison des reliefs collinaires qui favorisent leur formation.
Pour la période 1971-2000, la température annuelle moyenne est de 10,4 °C, avec  une amplitude thermique annuelle de 14 °C. Le cumul annuel moyen de précipitations est de 766 mm, avec 12,1 jours de précipitations en janvier et 8,2 jours en juillet. Pour la période 1991-2020, la température moyenne annuelle observée sur la station météorologique la plus proche, située sur la commune de Louviers à 13 km à vol d'oiseau, est de 11,8 °C et le cumul annuel moyen de précipitations est de 719,5 mm,. Pour l'avenir, les paramètres climatiques de la commune estimés pour 2050 selon différents scénarios d’émission de gaz à effet de serre sont consultables sur un site dédié publié par Météo-France en novembre 2022.

## Urbanisme

### Typologie
Au 1er janvier 2024, Le Bec-Thomas est catégorisée commune rurale à habitat dispersé, selon la nouvelle grille communale de densité à 7 niveaux définie par l'Insee en 2022.
Elle est située hors unité urbaine et hors attraction des villes,.

### Occupation des sols
L'occupation des sols de la commune, telle qu'elle ressort de la base de données européenne d’occupation biophysique des sols Corine Land Cover (CLC), est marquée par l'importance des territoires agricoles (75,4 % en 2018), une proportion identique à celle de 1990 (75,4 %). La répartition détaillée en 2018 est la suivante : 
prairies (41,7 %), zones agricoles hétérogènes (33,5 %), forêts (24,5 %), terres arables (0,3 %). L'évolution de l’occupation des sols de la commune et de ses infrastructures peut être observée sur les différentes représentations cartographiques du territoire : la carte de Cassini (XVIIIe siècle), la carte d'état-major (1820-1866) et les cartes ou photos aériennes de l'IGN pour la période actuelle (1950 à aujourd'hui).

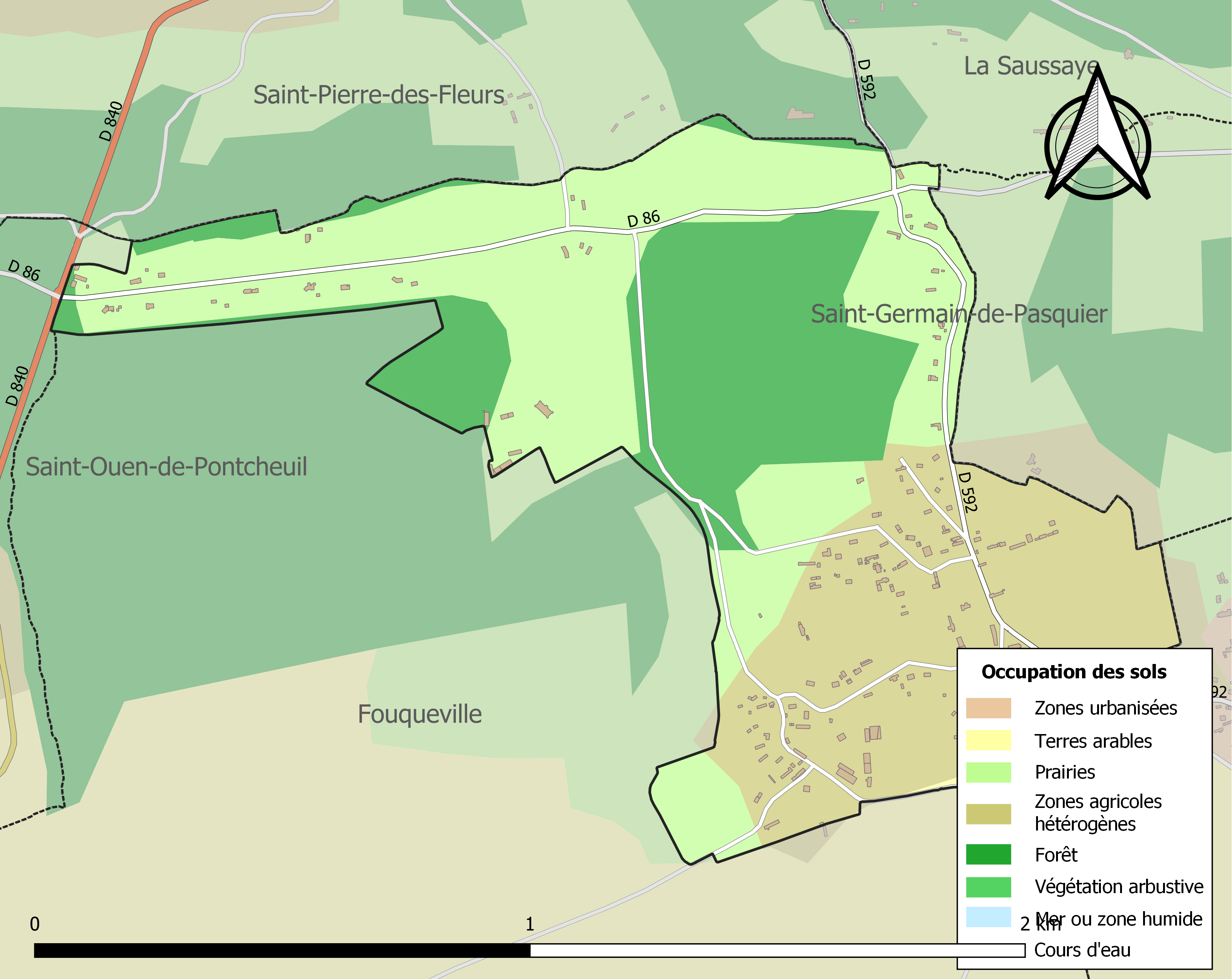
Carte des infrastructures et de l'occupation des sols de la commune en 2018 (CLC).

## Toponymie
Le nom de la localité est attesté sous les formes latinisées Becco Thome et Beccus Thomae  en 1195.
Le village tire son nom du ruisseau le Bec, bec étant un appellatif toponymique normand qui signifiait « ruisseau » en ancien normand. Il est issu du vieux norrois bekkr « ruisseau », a du désigner d'abord l'Oison.
Thomas est un anthroponyme, peut-être un personnage historique (Thomas de Tournebu, vers 1180, qui y construit un château).

## Politique et administration

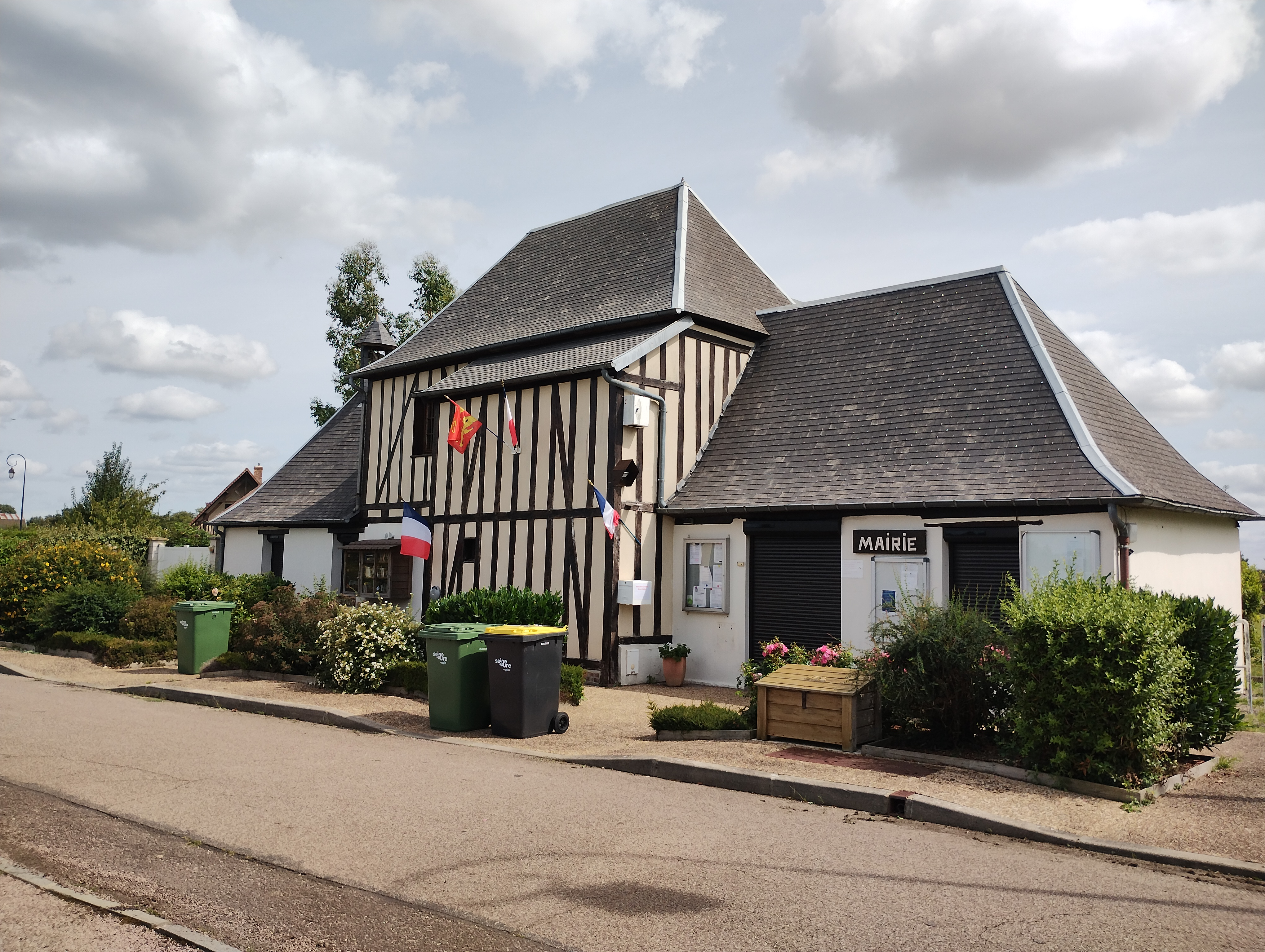
Mairie du Bec-Thomas

| Période                                  | Période  | Identité                   | Étiquette | Qualité       |
| ---------------------------------------- | -------- | -------------------------- | --------- | ------------- |
| Les données manquantes sont à compléter. |          |                            |           |               |
|                                          |          | François Mathieu Sevaistre |           |               |
| mars 2008                                | 2014     | Véronique Laguerre         |           |               |
| mars 2014                                | En cours | Jean-Luc Flambard          | SE        | Fonctionnaire |

## Démographie
L'évolution du nombre d'habitants est connue à travers les recensements de la population effectués dans la commune depuis 1793. Pour les communes de moins de 10 000 habitants, une enquête de recensement portant sur toute la population est réalisée tous les cinq ans, les populations de référence des années intermédiaires étant quant à elles estimées par interpolation ou extrapolation. Pour la commune, le premier recensement exhaustif entrant dans le cadre du nouveau dispositif a été réalisé en 2006.

En 2022, la commune comptait 200 habitants, en évolution de −11,11 % par rapport à 2016 (Eure : −0,25 %, France hors Mayotte : +2,11 %).
| 1793 | 1800 | 1806 | 1821 | 1831 | 1836 | 1841 | 1846 | 1851 |
| ---- | ---- | ---- | ---- | ---- | ---- | ---- | ---- | ---- |
| 296  | 281  | 279  | 296  | 327  | 343  | 332  | 521  | 327  |

| 1856 | 1861 | 1866 | 1872 | 1876 | 1881 | 1886 | 1891 | 1896 |
| ---- | ---- | ---- | ---- | ---- | ---- | ---- | ---- | ---- |
| 309  | 306  | 284  | 209  | 230  | 219  | 198  | 175  | 135  |

| 1901 | 1906 | 1911 | 1921 | 1926 | 1931 | 1936 | 1946 | 1954 |
| ---- | ---- | ---- | ---- | ---- | ---- | ---- | ---- | ---- |
| 161  | 107  | 108  | 84   | 90   | 87   | 87   | 111  | 115  |

| 1962 | 1968 | 1975 | 1982 | 1990 | 1999 | 2006 | 2011 | 2016 |
| ---- | ---- | ---- | ---- | ---- | ---- | ---- | ---- | ---- |
| 94   | 119  | 123  | 159  | 190  | 221  | 229  | 215  | 225  |

| 2021 | 2022 | - | - | - | - | - | - | - |
| ---- | ---- | - | - | - | - | - | - | - |
| 206  | 200  | - | - | - | - | - | - | - |

## Culture locale et patrimoine

### Lieux et monuments
- Église Saint-Jean-Baptiste, construite au XIVe siècle puis remaniée au XVIIIe siècle.

### Patrimoine naturel

#### Site classé
- L'église avec son cimetière ainsi que les neuf marronniers, les trois ormes et le vieux poirier qui l'entourent  Site classé (1925)[25].